# C/2000 O1 (Koehn)
C/2000 O1 (Koehn) — одна з довгоперіодичних гіперболічних комет. Ця комета була відкрита 20 липня 2000 року; вона мала 17.6m на час відкриття.